# Хмельницкая, Тамара Юрьевна
Тамара Юрьевна Хмельницкая (1906—1997) — советский и российский литературовед, специалист по русской и зарубежной литературе.
Историк антропософии. Увлекалась антропософией до её запрета в СССР.
Относилась к младоформалистам, ученица В. Шкловского, Ю. Тынянова, А.Белого.
Автор многочисленных предисловий к изданиям и воспоминаний о литетарторах Серебряного века, в том числе Андрея Белого.
Награждена золотой медалью Шведской академии наук (1987).

## Семья
Отец погиб в блокадном Ленинграде.
Муж — Иван Владимирович Петровский (1880—1942). Учился в Высшем художественном училище живописи, скульптуры и архитектуры при ИАХ (1908—1915). Член и экспонент Общины художников (1917), Общества художников им. А. И. Куинджи (1927, 1928, 1929, 1930). Участвовал в выставках: Весенней в залах ИАХ (1918), картин петроградских художников всех направлений (1923), 1-й общегородской выставке изобразительных искусств (1930) в Петрограде (Ленинграде), 29-й Товарищества южнорусских художников в Одессе (1919) и других. Преподавал рисование в бывшей Школе Карла Мая в Петрограде — Ленинграде (1920-е). Погиб на фронте, в 1942 г.

## Основные публикации
- Н. А. Некрасов в воспоминаниях и док-тах / В соавт. с Е. Иссерлин. Л.-М., 1930;
- Лирика Шефнера // Лит. современник. 1940. № 7;
- Англ. военный роман // Звезда. 1945. № 10-11;
- Живая история. Поэма О. Берггольц «Первороссийск» // Звезда. 1951. № 2;
- Поэзия осуществленной мечты: Тв-во Георгия Гулиа // Звезда. 1951. № 9;
- Тв-во М. Пришвина. Л.: Сов. писатель, 1959;
- На виду у всех и наедине с собой. (Заметки о мемуарах сов. писателей) // Нева. 1961. № 11;
- Голоса времени: Статьи о совр. советской и зарубежной лит-ре. М.: Сов. писатель, 1963;
- Автобиографич. проза Каверина // Новый мир. 1967. № 1;
- О первых книгах // День поэзии 1967. Л., 1967;
- [О Р. Брэдбери] // Звезда. 1970. № 9;
- Сложный путь к простейшим истинам // Новый мир. 1971. № 4;
- [О Ю. Тынянове] // Звезда. 1974. № 9;
- [О М. Пришвине] // Звезда. 1978. № 7;
- В глубь характера: О психологизме в совр. сов. прозе. М.: Сов. писатель, ЛО, 1988;
- Андрей Белый. Проблемы тв-ва. Статьи. Воспоминания. Публикации / Сост. А. Михайлов, Ст. Лесневский; вст. ст. Т. Хмельницкой. Л.: Сов. писатель, 1988;
- Неопубликованная статья о В. Шкловском / Публ. А. Громова-Колли // Вопросы лит-ры. 2005. № 5;
- «Жизнь за столом складывается так…»: переписка Т. Ю. Хмельницкой и Г. С. Семенова (1966—1970) / Публ. и прим. Л. Семеновой; вст. заметки Я. Гордина и Л. Семеновой // Звезда. 2014. № 1, 2, 3, 4;
- «Говорить друг с другом, как с собой…» Переписка [Т. Хмельницкой и Гл. Семенова] 1960-70-х гг. / Сост. Л. Смирнова. СПб.: Изд-во «Журнал „Звезда“», 2014[1].

## Книги
- Глеб Семенов и Тамара Хмельницкая. Говорить друг с другом, как с собой. Переписка 1960—1970-х годов